# 관모봉
관모봉(冠帽峰)은 해발고도 2,541m로서 백두산을 이루는 봉우리들에 이어 한반도에서 2번째로 높은 산이다. 간도 협약 이후 일제의 패망으로 간도 협약이 무효화되고, 남북 정부가 다시 백두산 영유권을 선언할때까지  대연지봉이나 남포태산보다 높아 조선에서 가장 높은 산이었다. 개마고원 지대에는 2,000m 이상의 산이 수십 곳 있다.
조선민주주의인민공화국 행정구역상 함경북도 경성군 매향리, 연사군 삼포리의 경계에 위치하고 있다. 조선민주주의인민공화국에서는 이 일대를 관모봉 식물보호구로 지정하여 보호하고 있다.

## 같이 보기
- 백두산
- 한라산
- 개마고원
- 한국의 산